# La Chapelle-Saint-Luc

La Chapelle-Saint-Luc este o comună în departamentul Aube din nord-estul Franței. În 1 ianuarie 2022 avea o populație de 12.603 de locuitori.